# Halofantrină
Halofantrina este un medicament antimalaric derivat de fenantren, fiind utilizat în tratamentul malariei. Calea de administrare disponibilă este cea orală. Tratamentul cu halofantrină poate induce cardiotoxicitate.